# .38-55 Winchester
Pour les articles homonymes, voir .38.
La cartouche de .38-55 Winchester est créée en 1876 par Marlin pour Ballard, qui la fabriqua pour ses carabines à un coup. Aujourd'hui c'est la compagnie Winchester ammunitions qui les fabrique, munies d'une balle de 255 grains (16,52 grammes) à pointe ductile d'un diamètre de .3775 millièmes de pouce (9,588 5 mm). Cette ogive possède une vitesse de 1 320 pieds par seconde (402,336 mètres par seconde) en sortie de bouche pour un canon de 20 pouces (50,8 cm) avec une force de frappe à 100 verges (91,5 mètres) de 724 pieds/livre (981,61 joules).

## Description
Winchester sortit ce calibre avec son fameux modèle 1894 muni d'un canon dont l'âme mesurait .379 millièmes de pouce (9,626 6 mm). Toutefois, il existait plusieurs dimensions pour ce calibre, allant de .375 millièmes de pouce (9,525 mm) à .382 millièmes de pouce (9,702 8 mm). Harrington & Richardson a fabriqué, jusqu'en 2008, une carabine à un coup avec un canon de 28 pouces (71 cm), dont l'âme, soit la rainure du canon à .379 millièmes de pouce (9,626 6 mm) avec un pas de 1 tour pour 18 pouces (45,72 cm) parcourus. Winchester repeating arms company fabrique la .38-55 en particulier pour les modèles « 1885 » et « 94 Sporter ». Le modèle 1885 possède un canon de 28 pouces (71 cm) et un pas de 1 tour pour 15 pouces (38,1 cm) parcourus, avec un sommet de rainure à .379 millièmes de pouce (9,626 6 mm). Pour ce qui est du modèle 94 « Sporter », on y trouve un canon de 24 pouces (60,96 cm) à âme rayée, soit un sommet de rainure à .379 millièmes de pouce (9,626 6 mm) et un pas de 1 tour pour 15 pouces (38,1 cm) parcourus. En Amérique du Nord, il existe plusieurs diamètres d'ogives, qu'elles soient chemisées ou non. Ce calibre est réputé pour être précis jusqu'à 301 mètres (330 verges). Il convient notamment pour chasser le cerf de Virginie (chevreuil) et l'ours noir. Les ogives utilisées peuvent avoir différents poids, lesquels vont de 12.95978 grammes (200 grains) jusqu'à 21,383 64 grammes (330 grains). De nos jours, le diamètre standard en sommet de rainures est de .379 (9,6 266 mm). 

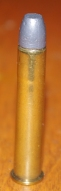
cartouche de 38-55 Win.